# Morticia Addams
Morticia Addams, da nubile Morticia Frump, anche nota nei doppiaggi italiani come Mortisia Addams o Mortiria Addams, è un personaggio immaginario creato da Charles Addams il 6 agosto 1938 per le vignette sul quotidiano The New Yorker. Morticia fa parte del gruppo dei personaggi della famiglia Addams, è la moglie di Gomez, madre di Mercoledì e Pugsley e nuora o figlia della Nonna, a seconda delle versioni. Morticia è la matriarca e vero capo della famiglia Addams ed è uno dei primissimi personaggi che la compongono a essere stato creato da Addams.
Il personaggio di Morticia è considerato un'influente icona del XX secolo. Quando appare per la prima volta in televisione a metà anni sessanta, interpretata da Carolyn Jones, Morticia rappresenta un'eccezione nell'omologata rappresentazione della donna americana - moglie e casalinga asessuata - apparendo sensuale e disinvolta e lasciando intuire esistere una soddisfacente relazione sessuale con il marito Gomez. In particolare la Morticia interpretata da Anjelica Huston viene considerata un'icona femminista, "cazzuta", sessualmente liberata e felicemente coinvolta in una relazione BDSM, oltre che libera di inseguire i propri sogni. È inoltre considerata una delle più importanti fonti di ispirazione per la sottocultura goth.

## Nome
Come tutti gli altri protagonisti delle vignette di Addams, il personaggio non ha originalmente un nome. Il suo nome viene scelto nel 1962, un anno prima dell'inizio della preproduzione della serie televisiva La famiglia Addams (The Addams Family, 1964-1966), per una linea di bambole di pezza della Aboriginals Ltd di Manhattan, raffigurante i personaggi disegnati da Addams per The New Yorker. Il nome di Morticia viene suggerito dallo stesso Addams che sosteneva di averlo scelto sfogliando le pagine gialle imbattendosi nella sezione intitolata Morticians (in inglese impresari di pompe funebri).
Il cognome da nubile di Morticia, a partire dalla serie televisiva degli anni sessanta, è Frump (in inglese infagottata). Questo era originalmente il cognome dato da Charles Addams al personaggio della Nonna. Di conseguenza Frump in origine sarebbe stato il cognome anche di Gomez e di tutta la famiglia, che però, quando venne prodotta la serie televisiva, venne deciso di battezzare Addams. Il cognome Frump passò così a Morticia, divenendo il suo cognome da nubile, nonché il cognome della di lei madre Hester e della sorella Ofelia.
Nel doppiaggio italiano dell'episodio Scooby Doo Incontra la Famiglia Addams della serie animata Speciale Scooby del 1972, Morticia viene chiamata Mortisia, mentre nel primo doppiaggio italiano della serie animata del 1973, spin-off di Speciale Scooby, il personaggio è stato ribattezzato Mortiria Addams.

## Sviluppo
Morticia è uno dei primissimi personaggi ad apparire sulle vignette disegnate da Charles Addams per il periodico The New Yorker, assieme a Lurch e a The Thing (che più tardi diverrà Mano). Il suo esordio avviene in una vignetta pubblicata il 6 agosto 1938 che la vede coprotagonista assieme a un irriconoscibile Lurch con la barba. Qui apre la porta a un venditore porta a porta di aspirapolvere, con sullo sfondo l'atrio della casa e la scala fatiscenti.
Charles Addams rappresentava solitamente le protagoniste delle sue vignette come donne autoritarie e mogli bisbetiche acide e sciatte, che si imponevano sui più piccoli e sottomessi mariti. Morticia rappresenta quindi un'eccezione in quel mondo, apparendo sensuale, giovane, affascinante e inguainata in un elegante abito nero lacerato. In questa prima fase il disegno di Morticia non è ben delineato e Charles Addams sperimenta a lungo abbigliamento e tratti che la caratterizzeranno. Dopo il primo fumetto del 6 agosto 1938, in cui appare con i capelli raccolti, il seno prorompente e già l'abito in tutto lo stile che la caratterizzerà in futuro, in seguito la figura si farà più snella, passando attraverso diversi abbigliamenti e acconciature. La Morticia Addams definitiva comincia a comparire negli anni cinquanta, divenendo la matriarca di casa Addams così come l'avrebbe descritta nel contratto del 1963 per la serie televisiva.
Nei film del 1991 e 1993 Morticia è presentata come una donna altera e seducente, di poche parole e piena d'attenzioni nei confronti dell'amato Gomez, con cui è in ottima intesa. La loro relazione è forte e duratura, infatti in più punti del film entrambi si abbandonano a ricordi dei tempi lontani in cui erano ancora una coppia senza figli. Nel primo film La famiglia Addams vi è una scena, girata nel cimitero di famiglia, in cui la coppia, in una macabra atmosfera di romanticismo nero ricorda il primo incontro, avvenuto al funerale del cugino Baldassarre Addams proprio ai tempi in cui Gomez era sospettato per il suo omicidio. Gomez riserva a Morticia suadenti complimenti come: "Eri davvero bellissima, nessuno aveva occhi per il cadavere!".
Nel secondo episodio della saga La famiglia Addams 2 invece la coppia ricorda il loro viaggio di nozze: "Che crociera. Senza vestiti, senza telefono, senza superstiti!", esclama Gomez rivolgendosi adorante alla moglie. Morticia alla fine del primo film annuncia al marito la sua terza gravidanza, mostrandogli un pigiamino tetro fatto a maglia e caratterizzato da tre posti per le gambe e, di fronte a tale notizia, Gomez si dimostra entusiasta e la bacia con passione. Il nascituro si chiamerà Pubert e la sua nascita, così come il suo ruolo nella famiglia, verrà sviscerato nella pellicola del 1993, che però verrà mangiato da Pugsley come racconta Mercoledì in una puntata della serie televisiva La nuova famiglia Addams. Nella serie, inoltre, nella puntata flashback del primo incontro con Gomez, Morticia era vestita tale e quale alla figlia Mercoledì, in grande contrasto con la sorella Ofelia. Sempre nella serie, si scopre che Lady Penelope, alias la piratessa Silvia la Sanguinaria, sua antenata vissuta nel 1699, ha dato origine alla ricchezza della famiglia, attraverso il suo matrimonio con un antenato di Gomez, il pirata Long John Addams.
Nel film in animazione CGI del 2019 Morticia Frump sposa Gomez Addams in un paesino non meglio identificato, dopodiché la coppia, braccata dagli abitanti del villaggio che vogliono linciarli in quanto mostri, fugge a bordo di un'auto démodé fino a raggiungere una non precisata area del New Jersey dove scoprono un manicomio abbandonato e fatiscente abitato da uno spirito nel quale si insedia con Lurch, che diviene istantaneamente il loro maggiordomo, e Mano, sorta di "animale domestico" tuttofare. Morticia vi cresce i figli Mercoledì e Pugsley, che educa privatamente, tenendo la famiglia rigidamente separata dal resto della società che si trova al di fuori dei cancelli della propria tetra dimora. La Morticia qui ritratta è una pallida e ossuta dark lady alta e dai lunghi capelli corvini incapace di sorridere, come la figlia Mercoledì, inguainata in un lungo stretto abito nero che termina in una serie di "tentacoli" animati e da cui può uscire una moltitudine di ragni addestrati che eseguono la volontà della propria padrona. Quando subisce uno shock, anziché impallidire, vede affluire il sangue sul suo volto cereo, che però viene immediatamente succhiato da un pipistrello vampiro.

## Caratteristiche

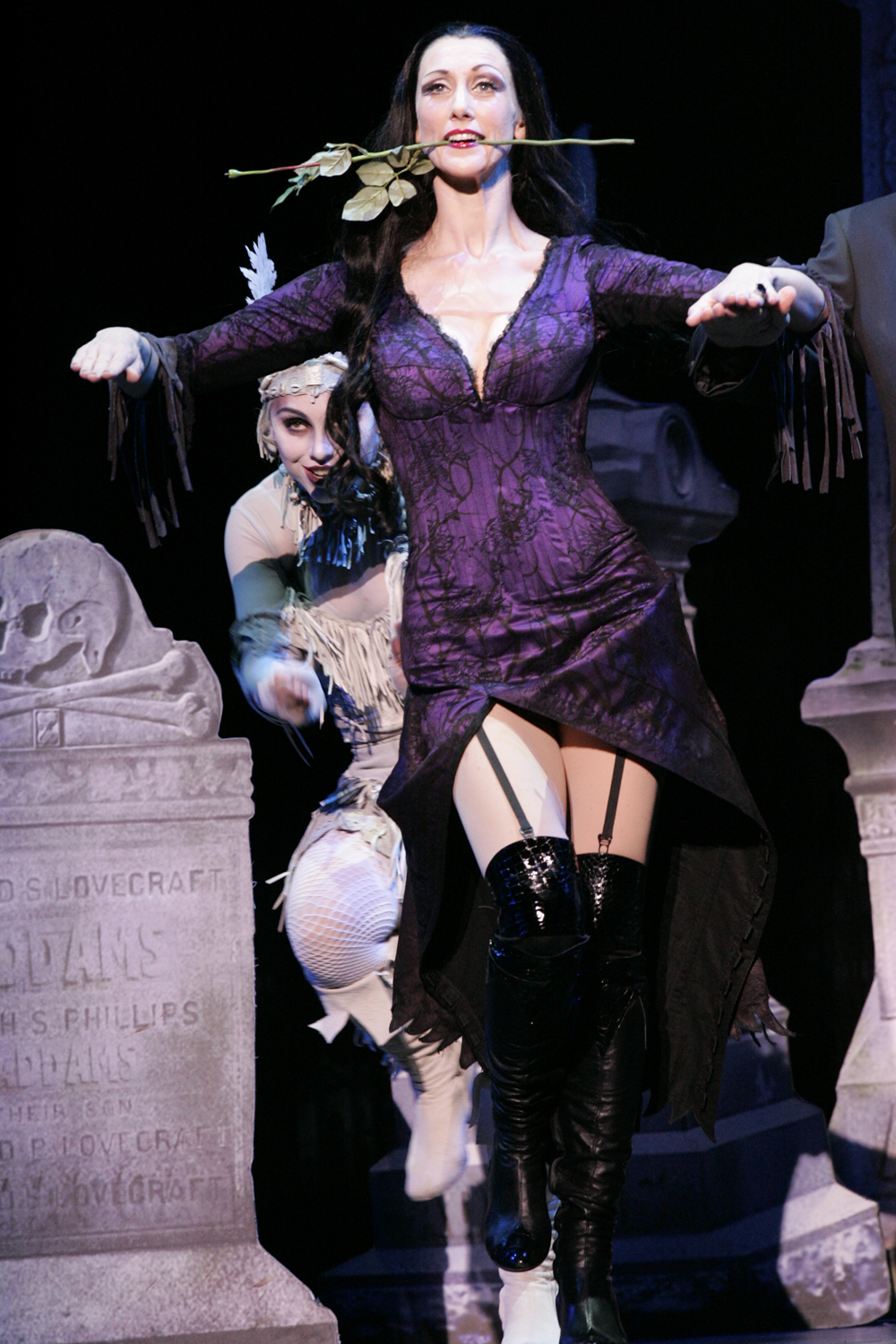
Morticia Addams in una versione del musical

Charles Addams così descrive Morticia:
Charles Addams sosteneva inoltre che Morticia avesse qualcosa dell'attrice Gloria Swanson, ma sosteneva anche che si trattasse di "un ideale, un tipo di bellezza dagli occhi leggermente inclinati verso l'alto e l'ondulata capigliatura nera", non era cioè ispirata a nessuna donna reale, seppure egli avesse sposato tre donne che ricordavano quell'ideale.
Morticia è una vamp con la pelle chiarissima e lunghi capelli neri. Ha affilatissime e lunghe unghie sempre color rosso profondo, lo stesso delle sue labbra. Mercoledì dice che sua madre mette lievito in polvere sul viso invece di trucchi. Eccetto la prima serie di telefilm, l'attrice che la interpreta è sempre truccata in modo da evidenziare la magrezza del volto. Nei due film viene usato un curioso espediente cinematografico nelle scene in cui compare: con la sola eccezione della zona occhi il suo viso è sempre leggermente in ombra. Come risultato gli occhi di Morticia sembrano emanare un debole bagliore. Tutti questi accorgimenti servono ad accentuare il suo aspetto cadaverico, facendola sembrare una sorta di vampiro.
Parla sempre con voce impostata e compassata. Ogni tanto si lascia sfuggire qualche parola di francese, scatenando l'estasiata reazione di Gomez, che invariabilmente inizia una serie di baciamano fino alla spalla. Morticia sembra un po' imbarazzata di questo comportamento del marito, specie davanti agli ospiti, ma i deboli tentativi di farlo smettere non riescono mai. In fondo ama moltissimo il suo Chéri, sebbene non lo dimostri pubblicamente come lui. È il vero centro della famiglia,. in quanto calma e distaccata ed è uno dei pochi punti fermi in mezzo alla loro caotica vita.
Ricambia l'amore incondizionato del marito, infatti come lui afferma che l'unica morte sarebbe lo stare l'uno senza l'altra. È anche una madre amorevole e premurosa, attentissima alle esigenze e l'umore dei figli, nonostante nel secondo film ammetta quanto sia faticoso gestire tre bambini "vivaci" come Pugsley, Mercoledì e Pubert.
Perfetta padrona di casa, Morticia si dedica spesso al giardinaggio e cura molto Cleopatra, la sua enorme pianta carnivora col vizio di azzannare gli ospiti. Ama "potare" i suoi cespugli di rose tagliando i boccioli e tenendo solo le spine. A volte si fa aiutare dalla suocera, con cui è in ottimi rapporti.

## Interpreti
La prima interprete sul piccolo schermo di Morticia Addams, che viene scelta per impersonare la matriarca della famiglia Addams nella serie televisiva La famiglia Addams degli anni sessanta, è Carolyn Jones. La Jones riprenderà il ruolo nel doppiaggio dello Speciale Scooby Scooby-Doo incontra la famiglia Addams e nel film televisivo Halloween con la famiglia Addams (Halloween with the New Addams Family, 1977). Nel secondo doppiaggio della serie televisiva per le reti Mediaset Morticia è doppiata da Fabrizia Castagnoli, che doppierà il personaggio anche nel secondo doppiaggio della serie animata del 1973, e nel film per la televisione del 1977.
Janet Waldo, che nello Speciale Scooby interpretava la Nonna, presta la voce a Morticia nella versione originale della serie animata del 1973, nel primo doppiaggio italiano sostituita da Anna Teresa Eugeni.
Nello special televisivo del 1973, The Addams Family Fun-House, Morticia viene interpretata da Liz Torres.
Nei due film diretti da Barry Sonnenfeld, La famiglia Addams (The Addams Family, 1991) e La famiglia Addams 2 (Addams Family Values, 1993), Morticia Addams è impersonata da Anjelica Huston, doppiata in italiano da Paila Pavese in entrambi i film. Inizialmente per la parte la casa cinematografica avrebbe voluto Cher, ma Sonnenfeld e il produttore Scott Rudin si opposero, perché consideravano "sbilanciata" la presenza di una star, volendo espressamente la Huston. Nell'interpretare il personaggio di Morticia, Anjelica Huston si ispirò espressamente all'amica Jerry Hall e alle sue caratteristiche movenze.
Nella serie animata del 1992, dove il personaggio è doppiato da Nancy Linari nell'originale, nell'edizione italiana Morticia viene doppiata da Margherita Sestito
La successiva incarnazione cinematografica di Morticia Addams, nel film La famiglia Addams si riunisce (Addams Family Reunion, 1998) è quella di Daryl Hannah, doppiata in italiano da Flavia Fantozzi. La Hannah non riprenderà la parte nella successiva serie televisiva La nuova famiglia Addams (The New Addams Family, 1998-1999), nella quale viene impersonata da Ellie Harvie, doppiata in italiano da Monica Gravina.
Nel musical del 2010, alla prima newyorkese a Broadway, Morticia viene impersonata da Bebe Neurwith. A parte le tante altre attrici che impersonano Morticia nel musical nelle sue date internazionali durante gli anni dieci, quando approda in Italia nel 2014, Morticia viene interpretata da Geppi Cucciari, mentre nelle recenti edizioni del musical del 2018 e del 2019, il personaggio è stato impersonato rispettivamente da Jacqueline Ferry e Pamela Lacerenza.
Nel nuovo film in animazione CGI del 2019, la voce originale di Morticia viene data da Charlize Theron, doppiata in italiano da Virginia Raffaele. Ruoli ripresi da entrambe anche nel successivo sequel La famiglia Addams 2 del 2021.
Nel 2021 l'attrice Tiffany Shepis presta la voce al personaggio di Morticia, nella serie animata parodistica Happy Slashers.
Nella serie televisiva del 2022 Mercoledì (Wednsday), ideata e diretta da Tim Burton, Morticia Addams viene impersonata dall'attrice Catherine Zeta-Jones e, adolescente, dall'attrice Gwen Jones. Nell'edizione in italiano della serie, il personaggio è doppiato da Francesca Fiorentini.

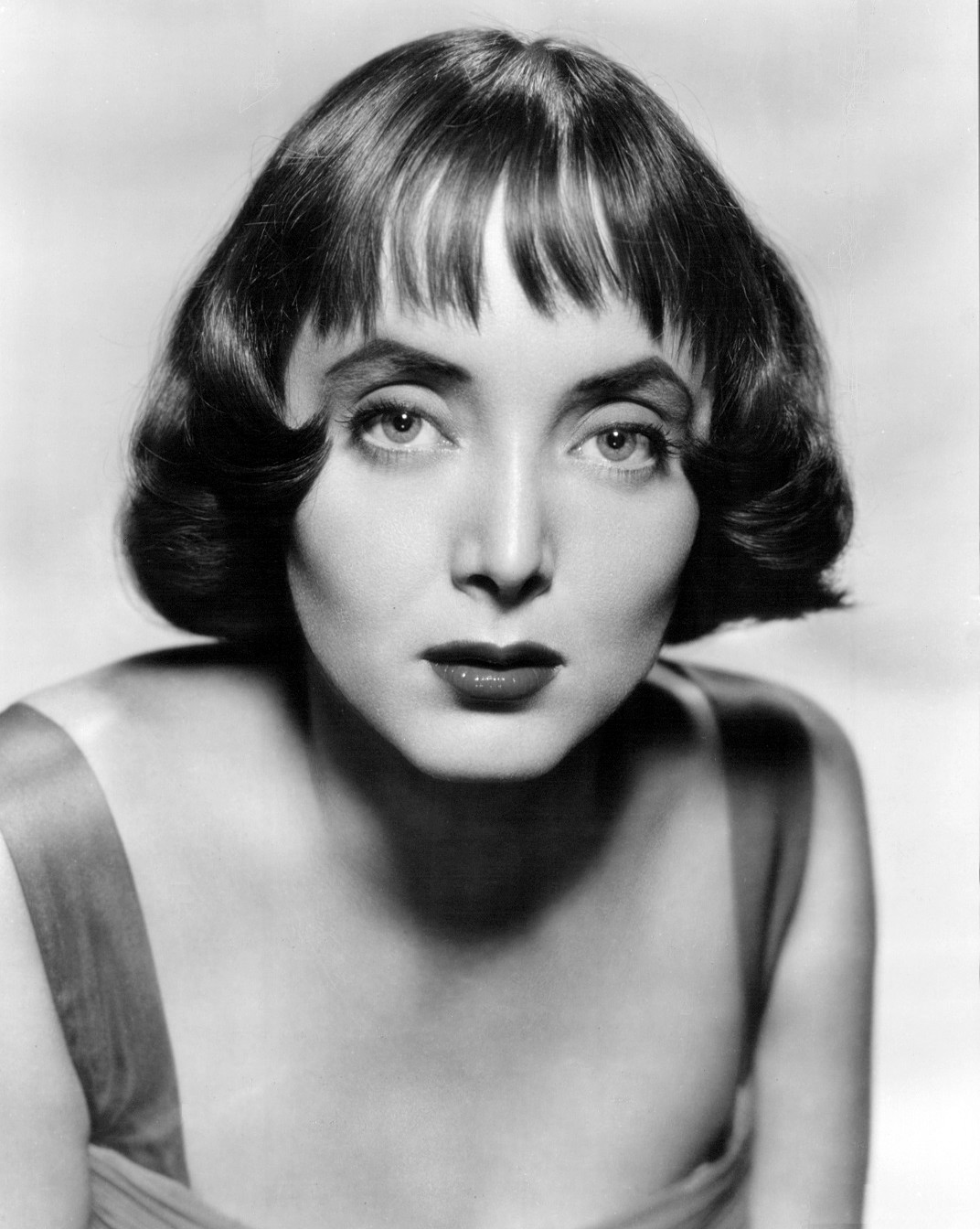
Carolyn Jones, la prima interprete di Morticia nella serie originale
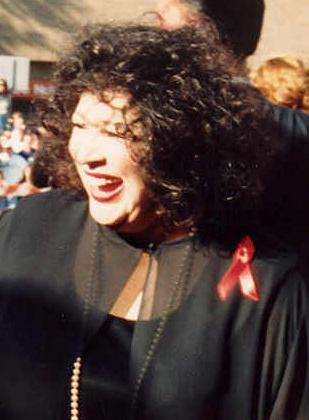
Liz Torres, Morticia nello special televisivo del 1973
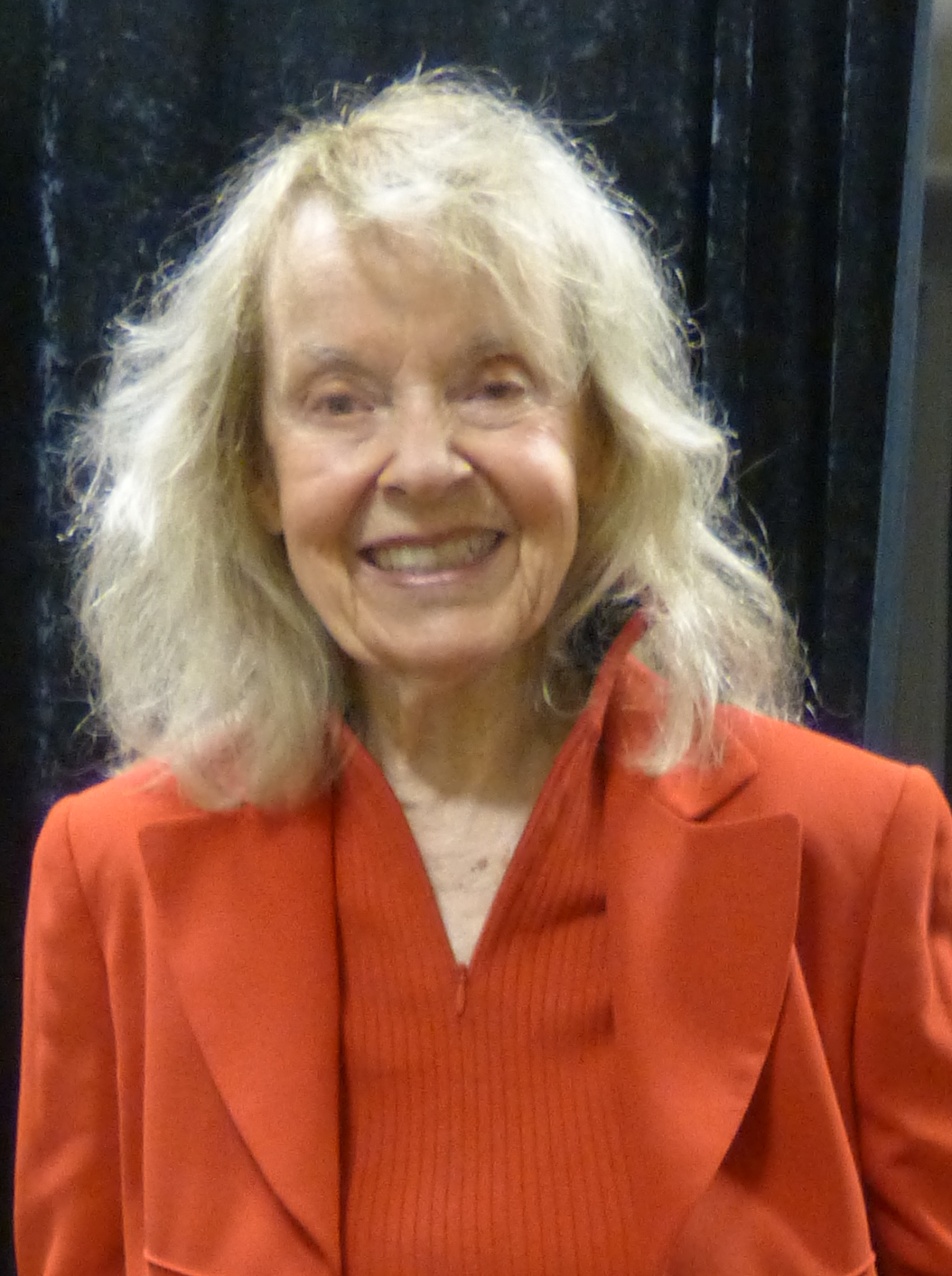
Janet Waldo, voce di Mortiria Addams nella serie animata del 1973
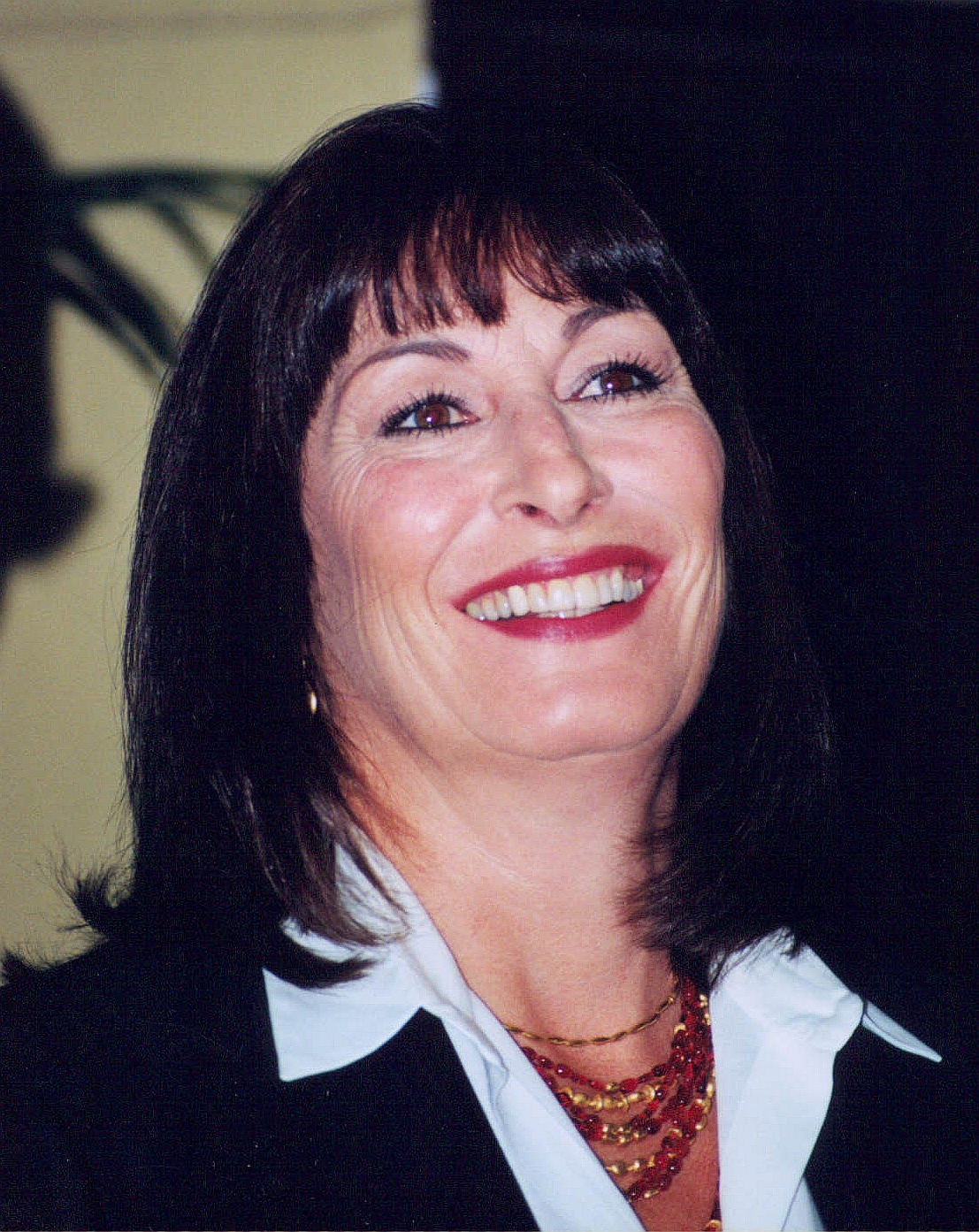
Anjelica Huston, Morticia nei due film degli anni novanta
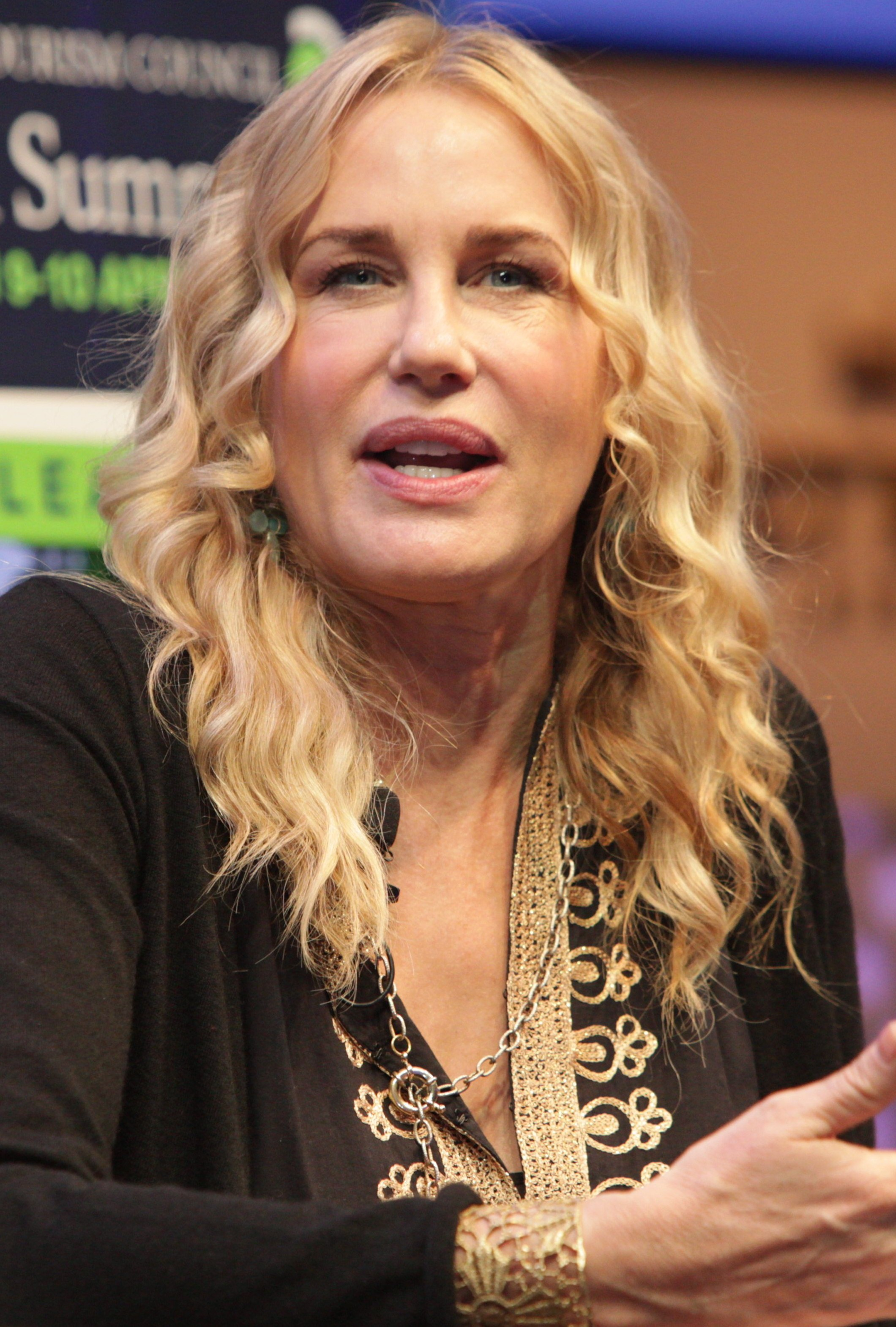
Daryl Hannah, Morticia nel film La famiglia Addams si riunisce
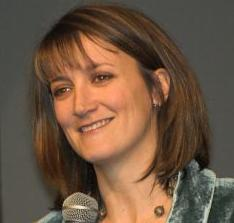
Ellie Harvie, Morticia nella serie La nuova famiglia Addams
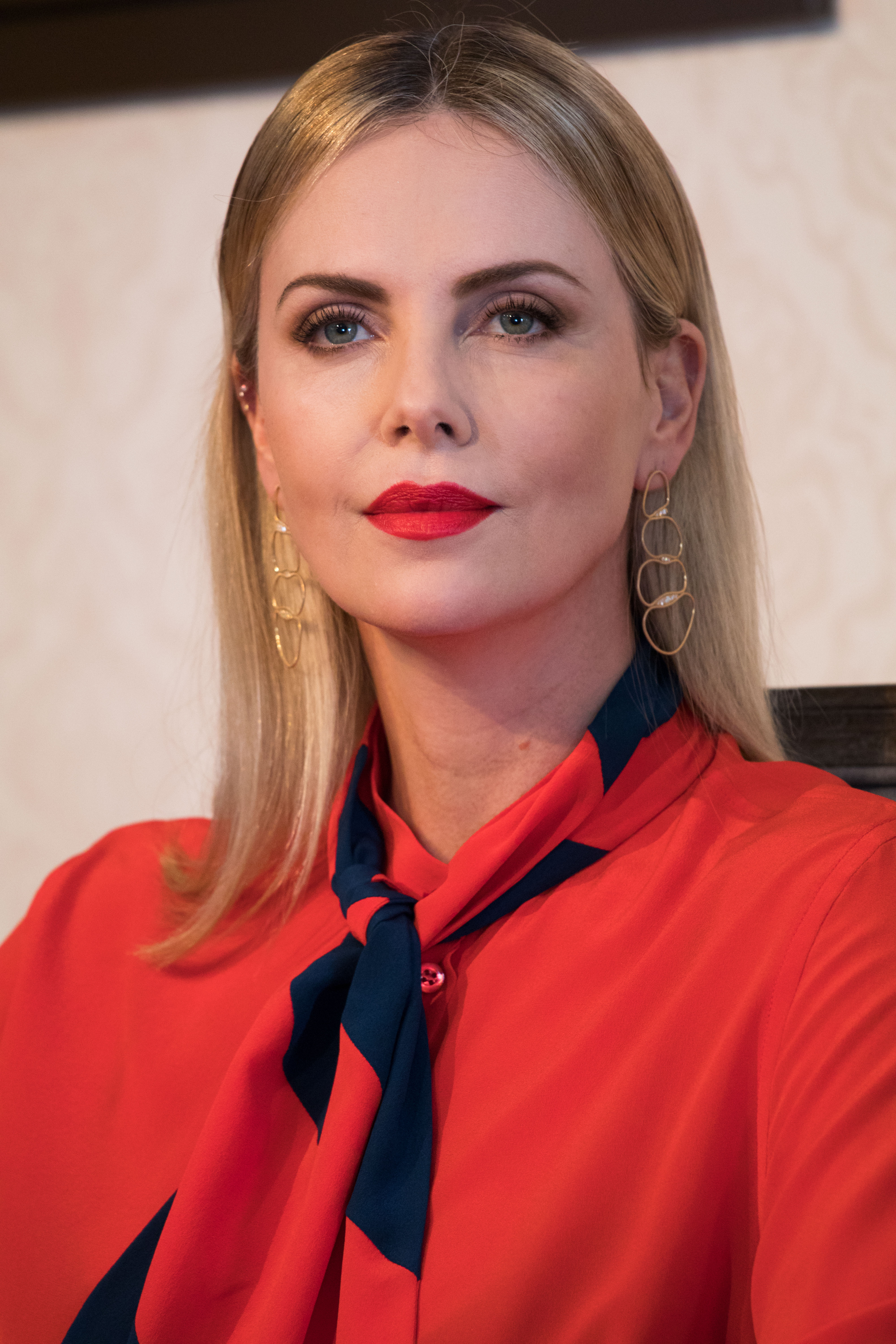
Charlize Theron, voce di Morticia nei due film d'animazione
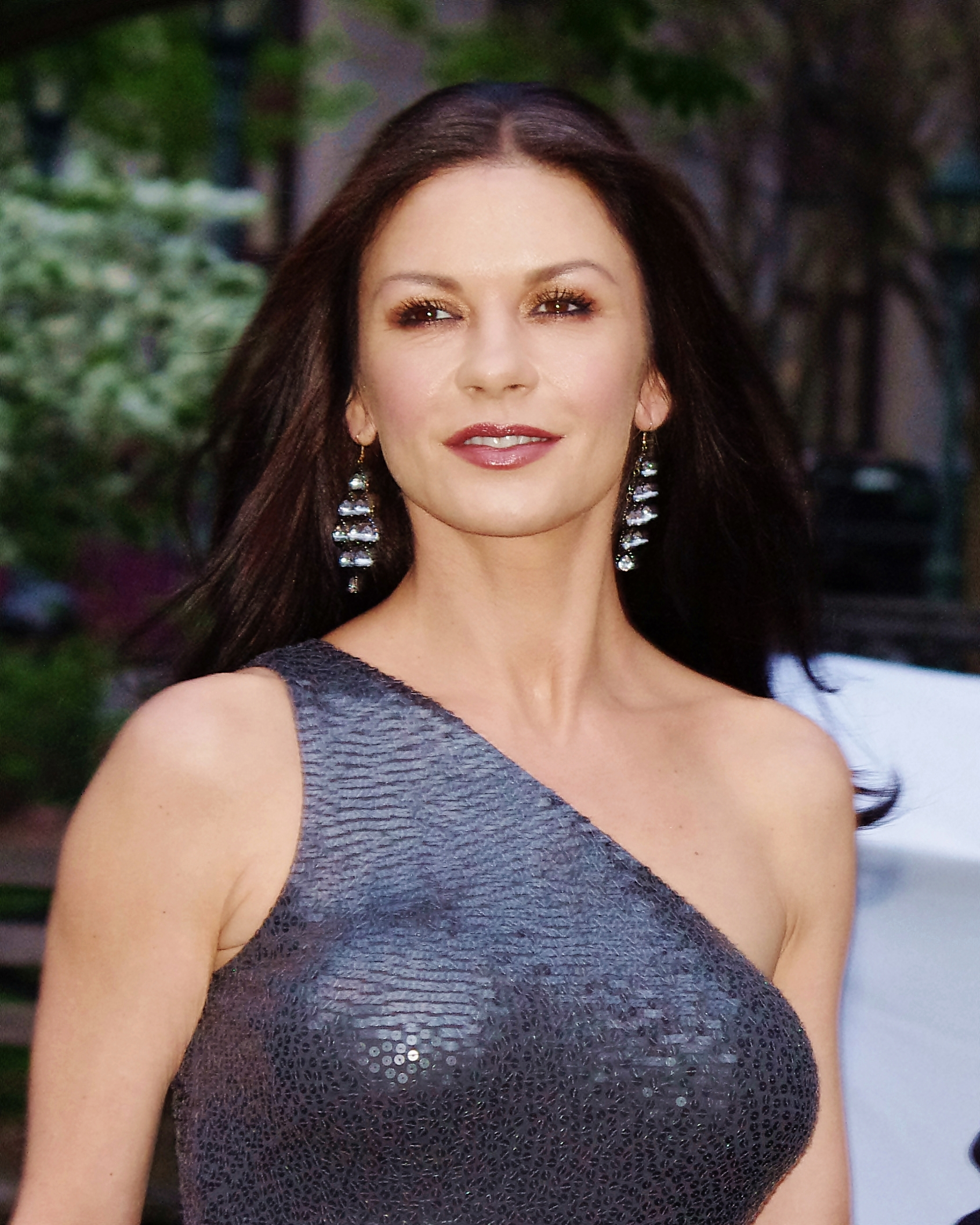
Catherine Zeta-Jones, Morticia nella serie TV Mercoledì (2022)

## Parenti
I parenti stretti di Morticia Addams sono:
- Gomez Addams è il marito di Morticia.
- Zio Fester è, nella serie televisiva degli anni sessanta, lo zio di Morticia da parte di madre, divenendo quindi implicito che il suo vero nome sia Fester Frump.
- Nonna Frump (talvolta Nonna Addams) è, a seconda delle versioni, la madre di Morticia.
- Nonna Addams è la suocera di Morticia.
- Ofelia Frump è la sorella di Morticia.

Lungo la saga degli Addams, nelle varie versioni televisive o cinematografiche, Gomez e Morticia hanno avuto cinque figli:
- Mercoledì è la figlia.
- Pugsley è il figlio.
- Mercoledì Jr. (Halloween con la famiglia Addams)
- Pugsley Jr. (Halloween con la famiglia Addams)
- Pubert (La famiglia Addams 2) è il figlio più piccolo.

## Merchandising
Il personaggio di Morticia è stato ritratto come merchandising in svariate occasioni.
- Nel 1962, un anno prima dell'inizio della preproduzione della serie televisiva, viene realizzata una bambola di pezza raffigurante Morticia per la linea di pupazzi di stoffa della famiglia Addams prodotti dalla Aboriginals Ltd di Manhattan.[23] Il nome di Morticia viene scelto in quest'occasione.[23]
- Nel 1992 Morticia viene realizzata in versione action figure dalla Playmates per la serie di personaggi ispirati alla coeva serie televisiva animata.
- Nel 2000 la Mattel realizza per la serie Collector Edition della linea Barbie l'edizione The Addams Family, comprendente una Barbie "Morticia" e un Ken "Gomez" ispirati ai personaggi della serie televisiva del 1964.[24]
- Sempre nel 2000 Morticia viene prodotta per la serie di statuine fosforescenti raffigurante i personaggi de La nuova famiglia Addams dalla ditta francese Zavico. Morticia viene raffigurata con le braccia alzate.
- Nel febbraio 2019 la Funko realizza due versioni di Morticia, a colori e in bianco e nero, per la serie di action figures della linea Pop rappresentati i personaggi del telefilm originale degli anni sessanta.[25] La versione in bianco e nero viene venduta in coppia con Gomez.[25][26]
- Sempre nel 2019 la Cuddle Barn realizza Morticia in versione bambola di pezza, per la linea di pupazzi in stoffa di varie dimensioni raffiguranti i personaggi del nuovo film di animazione del 2019 La famiglia Addams.[27][28]
- Ancora nel 2019 la Mezco realizza un'action figure della Morticia del film in animazione CGI da 10 cm con 5 punti di articolazione.[27][29][30] Morticia viene distribuita in coppia con Gomez in un blister che contiene anche una delle tante varianti di Mano.[29]
- L'11 settembre 2019 la Funko annuncia la realizzazione di una serie di action figures con i personaggi del nuovo film di animazione, compresa Morticia.[31]
- Nel 2021 la casa di giocattoli Mezco Toyz ha commercializzato per la sua linea di bambole Living Dead Dolls, la famiglia Addams in una versione alta 25 cm, in confezioni di coppie di personaggi. La prima coppia uscita comprende Morticia e Gomez Addams.[32]
- Nel 2022 la casa di giocattoli statunitense Mego, celebre fin dagli anni settanta per le sue action figure da 8" di supereroi DC e Marvel, di personaggi di film e serie televisive, in particolare la serie classica di Star Trek, Il pianeta delle scimmie, ecc., ha annunciato una nuova linea di mini figure da 4,75" (circa 12 cm), chiamata Minix, in cui verranno commercializzati i personaggi della serie televisiva diretta da Tim Burton Mercoledì, per primi i personaggi di Mercoledì e di Morticia.[33]

## Influenze
- Per creare il proprio personaggio di Vampira, Maila Nurmi trasse ispirazione da Morticia Addams, così come appariva allora nelle vignette del periodico The New Yorker, pur essendo ancora senza nome.[34][35]

## Filmografia

### Cinema
- La famiglia Addams (The Addams Family), regia di Barry Sonnenfeld (1991) - Anjelica Huston
- La famiglia Addams 2 (The Addams Family Values), regia di Barry Sonnenfeld (1993) - Anjelica Huston
- La famiglia Addams (The Addams Family), regia di Conrad Vernon e Greg Tiernan (2019) - Charlize Theron
- La famiglia Addams 2 (The Addams Family 2), regia di Greg Tiernan, Laura Brousseau e Kevin Pavlovic (2021) - Charlize Theron

### Televisione
- La famiglia Addams (The Addams Family ) - serie TV, 64 episodi (1964-1966) - Carolyn Jones
- Speciale Scooby (The New Scooby-Doo Movies) - serie TV, episodio 1x03 (1972) - Carolyn Jones
- The Addams Family Fun-House - show musicale televisivo (1973) - Liz Torres
- La famiglia Addams - serie animata, 16 episodi (The Addams Family, 1973) - Nancy Linari
- Halloween con la famiglia Addams (Halloween with the New Addams Family), regia di David Stainmetz - film TV (1977) - Carolyn Jones
- La famiglia Addams (The Addams Family) - serie animata (1992) - Nancy Linari
- La famiglia Addams si riunisce (Addams Family Reunion), regia di Dave Payne - film TV e direct-to-video  (1998) - Daryl Hannah
- La nuova famiglia Addams (The New Addams Family) - serie TV, 65 episodi (1998) - Ellie Harvie
- Happy Slashers - serie animata (2021) - Tiffany Shepis
- Mercoledì (Wednesday) - serie TV, episodi 1x01-1x05 (2022) - Catherine Zeta-Jones